# Xã Horse Creek, Quận Perkins, South Dakota
Xã Horse Creek (tiếng Anh: Horse Creek Township) là một xã thuộc quận Perkins, tiểu bang Nam Dakota, Hoa Kỳ. Năm 2010, dân số của xã này là 40 người.